# Tony Awards 1964
Die Verleihung der 18. Tony Awards 1964 (18th Annual Tony Awards) fand am 24. Mai 1964 im Hilton Hotel in New York City statt. Moderatoren der Veranstaltung waren Steve Lawrence und Robert Preston. Ausgezeichnet wurden Theaterstücke und Musicals der Saison 1963/64, die am Broadway ihre Erstaufführung hatten. Die Preisverleihung wurde vom Sender WWOR-TV auf Channel 9 im Fernsehen übertragen.

## Hintergrund
Die Antoinette Perry Awards for Excellence in Theatre, oder besser bekannt als Tony Awards, werden seit 1947 jährlich in zahlreichen Kategorien für herausragende Leistungen bei Broadway-Produktionen und -Aufführungen der letzten Theatersaison vergeben. Zusätzlich werden verschiedene Sonderpreise, z. B. der Regional Theatre Tony Award, verliehen. Benannt ist die Auszeichnung nach Antoinette Perry. Sie war 1940 Mitbegründerin des wiederbelebten und überarbeiteten American Theatre Wing (ATW). Die Preise wurden nach ihrem Tod im Jahr 1946 vom ATW zu ihrem Gedenken gestiftet und werden bei einer jährlichen Zeremonie in New York City überreicht.

## Gewinner und Nominierte

### Theaterstücke
| Kategorie                            | Preisträger    | Theaterstück                   | Nominierungen |
| Bestes Theaterstück                  | John Osborne   | Luther                         | - The Ballad of the Sad Café – Edward Albee - Barefoot in the Park – Neil Simon - Dylan – Sidney Michaels                                                                    |
| Bester Produzent Theaterstück        | Herman Shumlin | The Deputy                     | - Lewis M. Allen und Ben Edwards – The Ballad of the Sad Café - George W. George und Frank Granat – Dylan - Saint Subber – Barefoot in the Park                              |
| Bester Hauptdarsteller Theaterstück  | Alec Guinness  | Dylan als Dylan Thomas         | - Richard Burton in Hamlet als Hamlet - Albert Finney in Luther als Martin - Jason Robards, Jr. in After the Fall als Quentin                                                |
| Beste Hauptdarstellerin Theaterstück | Sandy Dennis   | Any Wednesday als Ellen Gordon | - Elizabeth Ashley in Barefoot in the Park als Corie Bratter - Colleen Dewhurst in The Ballad of the Sad Café als Amelia Evans - Julie Harris in Marathon '33 als June Havoc |
| Bester Nebendarsteller Theaterstück  | Hume Cronyn    | Hamlet als Polonius            | - Lee Allen in Marathon '33 als Patsy - Michael Dunn in The Ballad of the Sad Café als Cousin Lyman - Larry Gates in A Case of Libel als Boyd Bendix                         |
| Beste Nebendarstellerin Theaterstück | Barbara Loden  | After the Fall als Maggie      | - Rosemary Murphy in Any Wednesday als Dorothy Cleves - Kate Reid in Dylan als Caitlin Thomas - Diana Sands in Blues for Mister Charlie als Juanita                          |
| Beste Theaterregie                   | Mike Nichols   | Barefoot in the Park           | - June Havoc – Marathon '33 - Alan Schneider – The Ballad of the Sad Café - Herman Shumlin – The Deputy                                                                      |

### Musicals
| Kategorie                         | Preisträger                                                   | Musical                                    | Nominierungen |
| Bestes Musical                    | Michael Stewart (Buch) und Jerry Herman (Musik und Liedtexte) | Hello, Dolly!                              | - Funny Girl - High Spirits - She Loves Me |
| Bester Produzent Musical          | David Merrick                                                 | Hello, Dolly!                              | - City Center Light Opera Company – West Side Story - Harold Prince – She Loves Me - Ray Stark – Funny Girl                                                                                             |
| Bester Hauptdarsteller Musical    | Bert Lahr                                                     | Foxy als Foxy                              | - Sydney Chaplin in Funny Girl als Nick Arnstein - Bob Fosse in Pal Joey als Joey Evans - Steve Lawrence in What Makes Sammy Run? als Sammy Glick                                                       |
| Beste Hauptdarstellerin Musical   | Carol Channing                                                | Hello, Dolly! als Dolly Gallagher Levi     | - Beatrice Lillie in High Spirits als Madame Arcati - Barbra Streisand in Funny Girl als Fanny Brice - Inga Swenson in 110 in the Shade als Lizzie Curry                                                |
| Bester Nebendarsteller Musical    | Jack Cassidy                                                  | She Loves Me als Stephen Kodaly            | - Will Geer in 110 in the Shade als H. C. Curry - Danny Meehan in Funny Girl als Eddie Ryan - Charles Nelson Reilly in Hello, Dolly! als Cornelius Hackl                                                |
| Beste Nebendarstellerin Musical   | Tessie O’Shea                                                 | The Girl Who Came to Supper als Ada Cockle | - Julienne Marie in Foxy als Celia - Kay Medford in Funny Girl als Rose Brice - Louise Troy in High Spirits als Ruth Condomine                                                                          |
| Bestes Musicallibretto            | Michael Stewart                                               | Hello, Dolly!                              | - Noël Coward und Harry Kurnitz – The Girl Who Came to Supper - Joe Masteroff – She Loves Me - Hugh Martin und Timothy Gray – High Spirits                                                              |
| Beste Originalmusik               | Jerry Herman (Musik und Liedtexte)                            | Hello, Dolly!                              | - High Spirits – Hugh Martin und Timothy Gray (Musik und Liedtexte) - 110 in the Shade – Harvey Schmidt (Musik) und Tom Jones (Liedtexte) - Funny Girl – Jule Styne (Musik) und Bob Merrill (Liedtexte) |
| Bester Dirigent und Musikdirektor | Shepard Coleman                                               | Hello, Dolly!                              | - Lehman Engel – What Makes Sammy Run? - Charles Jaffe – West Side Story - Fred Werner – High Spirits                                                                                                   |
| Beste Musicalregie                | Gower Champion                                                | Hello, Dolly!                              | - Joseph Anthony – 110 in the Shade - Noël Coward – High Spirits - Harold Prince – She Loves Me |

### Theaterstücke oder Musicals
| Kategorie           | Preisträger    | Theaterstück bzw. Musical | Nominierungen |
| Bestes Bühnenbild   | Oliver Smith   | Hello, Dolly!             | - Raoul Pene Du Bois – The Student Gypsy, or The Prince of Liederkranz - Ben Edwards – The Ballad of the Sad Café - David Hays – Marco Millions |
| Beste Choreographie | Gower Champion | Hello, Dolly!             | - Danny Daniels – High Spirits - Carol Haney – Funny Girl - Herbert Ross – Anyone Can Whistle                                                   |
| Beste Kostüme       | Freddy Wittop  | Hello, Dolly!             | - Irene Sharaff – The Girl Who Came to Supper - Beni Montresor – Marco Millions - Rouben Ter-Arutunian – The Resistible Rise of Arturo Ui       |

### Sonderpreise (ohne Wettbewerb)
| Kategorie          | Preisträger      | Grund der Preisverleihung                                                                                              |
| Special Tony Award | Eva Le Gallienne | Feiert ihr 50-jähriges Jubiläum als Schauspielerin und wird für ihre Arbeit mit dem National Repertory Theatre geehrt. |

## Statistik

### Mehrfache Nominierungen
- 11 Nominierungen: Hello, Dolly!
- 8 Nominierungen: Funny Girl und High Spirits
- 6 Nominierungen: The Ballad of the Sad Café
- 5 Nominierungen: She Loves Me
- 4 Nominierungen: Barefoot in the Park, Dylan und 110 in the Shade
- 3 Nominierungen: The Girl Who Came to Supper und Marathon '33
- 2 Nominierungen: After the Fall, Any Wednesday, The Deputy, Foxy, Hamlet, Luther, Marco Millions, West Side Story und What Makes Sammy Run?

### Mehrfache Gewinne
- 10 Gewinne: Hello, Dolly!